# Islamo-gauchisme
 (janvier 2025).
 (janvier 2025).
- Si vous ne connaissez pas le sujet, laissez ce bandeau (vous pouvez alors contacter les auteurs).
- Si vous supprimez le contenu mis en cause (vous pouvez préalablement contacter les auteurs),

argumentez précisément cette suppression dans la page de discussion
(un manque de référence n'est pas un argument ; une recherche réelle de référence doit avoir été effectuée, être formellement documentée).
Le mot « islamo-gauchisme » est un néologisme désignant une proximité supposée entre des idéologies, personnalités ou partis de gauche et les milieux musulmans, voire islamistes. En France, il est popularisé notamment par l'extrême droite. Composé du préfixe « islamo- » et du nom « gauchisme », il est créé par Pierre-André Taguieff en 2002, dans le contexte spécifique de la seconde intifada avant d’être ensuite repris par diverses personnalités médiatiques, intellectuelles, universitaires ou politiques pour dénoncer la proximité et le laxisme supposés de certaines figures françaises de gauche envers l'islam ou l'islamisme. La pertinence du terme est contestée notamment par son instrumentalisation et son aspect stigmatisant similaire à « judéo-bolchevisme ».

## Origine du terme
En France, le terme « islamo-gauchiste » apparaît pour la première fois sous la plume du sociologue Pierre-André Taguieff en 2002 dans l'ouvrage La Nouvelle Judéophobie. Il y définit cette expression comme un militantisme d'extrême gauche qui, lors de la seconde Intifada, s'oppose à la politique de l'État d'Israël vis-à-vis des Palestiniens et au nom de la « lutte contre l'impérialisme » fait  alliance avec des islamistes favorables au nationalisme palestinien. Pour lui, ce rapprochement vient de ce que ces militants d'extrême gauche perçoivent les musulmans comme une minorité opprimée de manière systémique par les non-musulmans, et ce à l'échelle mondiale,[source insuffisante]. Taguieff affirme que ce rapprochement contre la politique sioniste d'Israël est, chez certains, marqué par de l'antisémitisme.
L'origine de l'islamo-gauchisme se trouverait au Royaume-Uni au début des années 2000, où l'idée selon laquelle l'Islam pourrait contribuer à faire émerger un mouvement révolutionnaire a été développée au sein du Parti socialiste des travailleurs (Socialist Workers Party, SWP) d'extrême-gauche, par le militant et historien Chris Harman. Taguieff considère également que c’est Chris Harman, dirigeant trotskiste du SWP, qui a été le premier militant de gauche à avoir théorisé un rapprochement entre les ambitions révolutionnaires marxistes et celles liées à l'Islam et à la Palestine. Harman distingue l'erreur à l'international de la compréhension qu'il propose de l'islamisme tel qu'il se développe dans les pays occidentaux.[pas clair] Celui-ci est pour lui « le produit d’une crise sociale profonde » et appelle la gauche à se battre pour gagner certains de ses jeunes partisans à une autre perspective très différente, « socialiste, indépendante et révolutionnaire ».

## Débat autour du terme islamo-gauchisme en France

### Promoteurs de l'usage du terme
Controversé, l'islamo-gauchisme est un terme utilisé par de nombreuses personnalités pour désigner ceux qui s'en prennent à la culture occidentale et à l'universalisme. Ces personnes estiment que l'islamo-gauchisme trouve une place croissante dans les courants postcoloniaux et antiracistes, influençant les études universitaires. Ainsi, pour Caroline Fourest, ce terme « désigne ceux qui, au nom d’une vision communautariste et américanisée de l’identité, combattent le féminisme universaliste et la laïcité », tandis que, rappelant la tenue de réunions interdites aux blancs, Pierre-André Taguieff écrit dans L'Islamisme et nous : « D'une façon croissante, l'antiracisme est mis au service de l'islamisme et de l'islamo-gauchisme, ou instrumentalisé pour la défense de causes ethnicisées ».
Pour l'écrivain Christophe Bourseiller, l’islamo-gauchisme évolue sur les mêmes terres que la Nouvelle Droite d’Alain de Benoist en défendant un ethno-différencialisme opposé à l'universalisme républicain. Pour lui, « islamo-gauchisme et droite radicale convergent ». Il cite notamment comme exemple Tariq Ramadan et Marwan Muhammad du Collectif contre l'islamophobie en France (CCIF) partageant la même tribune que le Nouveau Parti anticapitaliste et Alain Gresh.

### Critiques du terme et du néologisme

#### Polysémie du terme
La critique la plus générale du terme est son absence de rigueur, « islamo » pouvant viser l’intégrisme islamique, ou la population musulmane dans son ensemble, tandis que le terme « gauchisme » peut englober des pans entiers de la gauche classique.
Il est également critiqué du fait de sa polysémie, son utilisation croissante et de plus en plus importante l'ayant parfois éloigné de son sens originel. Ainsi, Pierre-André Taguieff estime, en 2016, que « le sens devient de plus en plus vague à mesure qu’il devient un terme polémique ».
« Comment se saisir de l’islamo-gauchisme, un terme sur lequel personne ne s’accorde, que personne ne revendique et qui, pourtant, a pris une place de choix dans le débat public ? », s'interroge la journaliste Valentine Faure.

#### Vacuité du terme
D'autres auteurs vont plus loin, en affirmant la vacuité du terme. Selon Olivier Christin, l'islamo-gauchisme appartient à ces expressions dont les « usages montent en flèche mais [qui] subissent une usure accélérée. Ils vieillissent terriblement vite ! » Des mots qui, selon Libération, appartiennent à la novlangue. Olivier Christin estime que cette prolifération de termes dans la langue politique peut être considérée « comme un signe de sa vacuité », mais également comme « un indicateur de la vitalité démocratique du pays ».
Pascal Boniface est également critique sur l'usage du terme : « L’originalité du concept pourrait plaider en sa faveur, mais c’est en réalité un non-sens, comme l’étaient par le passé les expressions « hitléro-trotskistes » ou « judéo-bolcheviques ». Elles aussi se voulaient disqualifiantes. Elles aussi ne reposaient que sur des fantasmes. ».
Pierre-André Taguieff déplore depuis son usage « à toutes les sauces ».

#### Arme idéologique de stigmatisation
Le terme est considéré comme « une arme idéologique utilisée dans un discours hostile pour discréditer une communauté politique indépendamment de la réalité qu’il est supposé désigner. »
Selon Shlomo Sand, qui compte parmi les nouveaux historiens israéliens, le terme, stigmatisant, est « une formule qui permet de faire diversion », dans la mesure où « l’état de crise permanent du capitalisme, et l’ébranlement de la culture nationale, consécutif à la mondialisation, ont incité à la quête fébrile de nouveaux coupables. ». Dans son usage rhétorique, l'historien établit également un lien avec l'emploi du « judéo-bolchevisme » des années 1930 — une « symbiose propagandiste [qui] s’avéra très efficace ».
C’est la même analyse que produit l’historien des années 1930, Damon Mayaffre dans le journal L’Humanité. Pour lui la dénonciation de l’islamo-gauchisme ressemble aujourd’hui à ce que fut la dénonciation du judéo-bolchévisme dans l’entre-deux-guerres : « un oxymore politique inventé par l’extrême droite et reprise par les conservateurs pour discréditer l’opposition de gauche».
Christian Delporte, professeur d'histoire contemporaine, explique à France 24 en 2017 :

« Aujourd'hui, 'islamo-gauchiste' est devenu un mot-valise. On ne sait plus très bien ce que ça veut dire. On sait juste que c'est insultant […]. Le premier à avoir utilisé ce terme serait le philosophe, politologue et historien Pierre-André Taguieff en 2002 dans son essai 'La nouvelle judéophobie'. Il s'agissait d'exprimer la connivence entre une certaine extrême gauche et l'antisionisme […]. Puis il a été repris par Pascal Bruckner, dans son livre 'La tyrannie de la pénitence '. Ce fut ensuite au tour de Caroline Fourest, Alain Finkielkraut… Peu à peu, c'est devenu un terme flou et stigmatisant. »

Pour David Chavalarias, directeur de recherche au CNRS, la popularisation du terme profiterait avant tout à l'alt-right française dans sa stratégie de « [création] d'une nouvelle catégorie dans l’imaginaire collectif, passage obligé pour faire accepter de nouveaux récits de référence et pour façonner de manière durable de nouvelles représentations, croyances et valeurs ». Le directeur de recherche considère qu'il existe un « parallèle quasi parfait entre la stratégie de l’alt-right américaine et celle qui sous-tend la promotion de la notion d’« islamo-gauchisme » depuis 2016 ». L'objectif — connu et documenté par la recherche en psychologie sociale, sociologie et sciences politiques — est de rendre crédible la présence « d’un ennemi de l’intérieur qui pilote nos élites et fait alliance avec des ennemis de l’extérieur (non-blancs) », la légitimation et la promotion du concept d'islamo-gauchisme favorise la perte de confiance dans les institutions démocratiques jusqu'à « faire perdre tout repère. » Cette stratégie a déjà, selon l'auteur, favorisé « les mandatures de Donald Trump aux États-Unis et de Bolsonaro au Brésil ». Le chercheur explique que le gouvernement russe a été à l'origine de la poussée de ce terme jusqu'en 2021, date à laquelle Frédérique Vidal a levé ce qui limitait la diffusion de ce terme.
Jean-Yves Pranchère, professeur de théorie politique à l’université libre de Bruxelles, le définit comme des « alliances stratégiques entre des militants anti-impérialistes et des islamistes » (définition historique explicitée plus haut). Pour lui, dans les années 2000, le terme ne se diffuse pas hors des milieux universitaires ; puis, dans la seconde moitié des années 2010, le terme est utilisé en contexte politique et notamment par l'extrême droite dans un sens nouveau et polémique — comme une insulte. Le terme prend un sens plus étendu, qui désigne « toute personne de gauche dont on estime qu'elle est trop indulgente avec l'islamisme radical et pas assez lucide. » Ce concept sert aussi de déni et de dissimulation de l'antisémitisme (la galaxie antisémite rouge-brune non gauchiste autour de Soral et Dieudonné « est en porosité complète avec l'extrême-droite ») jusqu'à devenir « instrument de disqualification des gens qui défendent les droits de l'homme. »
Edwy Plenel, « régulièrement présenté comme un « islamo-gauchiste » » selon L'Obs, considère que c'est « une expression valise qui sert simplement à refuser le débat et à stigmatiser. »
En avril 2017, les journalistes Sonya Faure et Frantz Durupt notent « islamo-gauchiste » : le mot n’est pas nouveau, mais il revient régulièrement dans les discours des défenseurs d’une laïcité parfois qualifiée de « combat », qui revendiquent un « parler vrai » sur l’islam et l’islamisme », et qui se voient, pour cette raison, parfois accusés d'islamophobie. En réponse à cette qualification, un « procès en islamo-gauchisme » est renvoyé aux accusateurs — les deux termes allant souvent de pair dans ces débats.
Le site Acrimed considère que sous ce terme aurait lieu « une chasse aux sorcières médiatique », le terme étant « un vocable épouvantail » utilisé pour discréditer les personnes et mouvements politiques incriminés.
D'autres personnalités politiques de gauche, comme Clémentine Autain, revendiquent l'appellation et la rapprochent de l'intersectionnalité des luttes : pour elle, la gauche est légitime à se battre « contre le rejet des musulmans en France. »

## Usage du terme dans la vie politique française
Le terme est utilisé en France par certains universitaires ou responsables politiques pour dénoncer la proximité et le laxisme supposés de certains hommes politiques français de gauche envers l'islam, par ailleurs confondu ou assimilé à l’islamisme dans ses formes radicales,.
Utilisé au départ principalement dans des cercles extrême-droitiers et identitaires, ce terme connaît une exposition médiatique forte après son utilisation fin 2020 par le ministre de l’Éducation nationale Jean-Michel Blanquer, repris également par la ministre de l'Enseignement supérieur Frédérique Vidal.
D'après une analyse fondée sur les données de l'outil de recherche Politoscope de l'Institut des systèmes complexes de Paris, « les ministres du gouvernement ont réussi à faire en quatre mois ce que l’extrême droite a peiné à faire en plus de quatre années : depuis octobre [2019], le nombre de tweets de "la mer" mentionnant "islamo-gauchisme" est supérieur au nombre total de mentions entre 2016 et octobre 2020 », le terme de « mer » désignant ici un agrégat de comptes Twitter « qui ne sont pas suffisamment politisés pour être associés à un courant politique particulier mais qui échangent néanmoins des tweets politiques » : ils reflètent l'état des débats du moment, et constituent un viviers de recrues potentielles pour les partis politiques. L'enquête portée par David Chavalarias, directeur de recherche au CNRS, montre que le néologisme « islamo-gauchiste » a d'abord été promu par l'extrême droite, comme « un outil militant que s’échangent droite et extrême droite dans le but de discréditer la gauche », avant d'être récupéré par la ministre Frédérique Vidal en 2021 dans ce qu'il considère être un « piège » pour le gouvernement qui lui offre une « exposition inespérée »,,,,.
Selon le sociologue Fabrice Dhume-Sonzogni, avant l'intervention de Jean-Michel Blanquer en octobre 2020, Le Figaro s'octroyait environ 50 % des utilisations de l'expression depuis 2003-2004. « Un groupe d’une quinzaine de personnes est responsable de l’essentiel de la circulation de ce mot. » Tandis que pour David Chavalarias, directeur de recherche au CNRS, « les comptes qui se sont le plus impliqués [sur le réseau Twitter] dans la promotion d’"islamo-gauchisme" depuis 2016 sont tous idéologiquement d’extrême droite. »
En 2023, une étude académique publiée dans la revue Réseaux. Communication – Technologie – Société centrée sur l'utilisation médiatique du mot « islamo-gauchisme » en France entre 2015 et 2021 place Le Point au premier rang des hebdomadaires qui l'utilisent de manière courante : « nous observons une politique de 'matraquage' de la part de quatre médias (Le Figaro, Le Point, Valeurs actuelles et Marianne) visant à imposer le terme dans le débat public ».

### Développement
Le terme connaît son premier grand essor en 2003, lorsque des personnalités en faveur de l'adoption de la loi sur les signes religieux dans les écoles publiques françaises l'utilisent régulièrement pour qualifier leurs opposants, qu'ils considèrent, selon Laurent Lévy, comme des gauchistes, « idiots utiles » de l'islamisme. Des personnalités comme Alain Gresh, Edwy Plenel, Michel Tubiana ou Raphaël Liogier sont régulièrement l'objet de critiques comme « islamo-gauchistes ».
Marine Le Pen l’utilise en 2012 à la suite des attentats commis par Mohammed Merah, et ses mots sont repris dans la presse internationale : « La plus grande menace pour la France du XXIe siècle est ce qu'elle appelle l'« islamo-gauchisme », un mot qu'elle a choisi pour décrire ce qu'elle considère comme une alliance malsaine entre les « fanatiques islamistes » et la gauche française ». Du côté des médias, Le Monde note que la première apparition dans ses colonnes remonte à l’automne 2004[réf. nécessaire].
Pour le sociologue Jean-Pierre Le Goff, ce sont « les réactions aux meurtres et aux attentats [islamiques] qui ont fait apparaître au grand jour l'existence d'un "islamo-gauchisme" » et contribué à populariser cette locution dans les médias et le débat public.
Selon l'islamologue Gilles Kepel, « la nébuleuse islamo-gauchiste va aujourd'hui jusqu'aux Indigènes de la République et a touché certains partis comme La France insoumise. » En 2013, le philosophe Michel Onfray écrit qu'il ne communie pas « dans l'islamo-gauchisme d'un Nouveau Parti anticapitaliste dont le héraut intellectuel est Tariq Ramadan. » Il critique également Jean-Luc Mélenchon : « Il y a une époque, il était plutôt Jaurès et Général de Gaulle, maintenant il est islamo-gauchiste. »
Lors de l'entre-deux-tours des primaires de la gauche pour l'élection présidentielle de 2017, Malek Boutih déclare : « Benoît Hamon est en résonance avec une frange islamo-gauchiste », citant notamment dans son entourage son porte-parole Pascal Cherki pour son soutien à des rencontres non-mixtes.
Le terme est utilisé par Manuel Valls pour discréditer son concurrent à la primaire citoyenne de 2017 du Parti socialiste Benoît Hamon, dont le directeur de campagne considérera qu’il s’attendait plutôt à « retrouver ce genre de propos  dans la bouche de Florian Philippot que dans la bouche d’un dirigeant de gauche. »
Le 6 octobre 2017, les journalistes Judith Waintraub et Vincent Nouzille dénoncent, dans une enquête sur « les agents d’influence de l’islam » publiée par Le Figaro Magazine, les relais « intellectuels, responsables politiques ou acteurs associatifs » de l'islamo-gauchisme qui selon les auteurs « investissent l'espace médiatique ». Sous des formes différentes et à des degrés divers, ils classent notamment dans cette catégorie les sociologues Edgar Morin, Geoffroy de Lagasnerie et Raphaël Liogier, l'islamologue Tariq Ramadan, l'historien Jean Baubérot, le démographe Emmanuel Todd, le géopolitologue Pascal Boniface, les journalistes Alain Gresh et Edwy Plenel, les personnalités politiques Benoît Hamon, Jean-Louis Bianco, Danièle Obono, Clémentine Autain et Caroline De Haas, ou encore les personnalités associatives Marwan Muhammad, Sihame Assbague, Houria Bouteldja et Rokhaya Diallo.
À partir de 2020, sous la présidence d'Emmanuel Macron, une partie du gouvernement utilise ce terme, notamment Gérald Darmanin, Jean-Michel Blanquer ou Frédérique Vidal.
En 2024, le terme est employé pour désigner le mouvement étudiant propalestinien en 2024 en France. L'Institut d'études politiques de Paris est notamment accusé d'être « un bunker d'islamo-gauchistes » par le président du Sénat, Gérard Larcher, et est suivi d'une proposition de commission d'enquête au Sénat.

### Annonce d'enquête sur l'islamo-gauchisme à l'université
Après l'assassinat de Samuel Paty, Jean-Michel Blanquer affirme que « l’islamo-gauchisme fait des ravages à l’université », soutenant qu'il existe « des courants islamo-gauchistes très puissants dans les secteurs de l’enseignement supérieur qui commettent des dégâts sur les esprits. » Dans une tribune du Monde, une centaine d'universitaires (professeurs et professeurs émérites des universités, directeurs d'études et de recherche) dénoncent « les frilosités de nombre de leurs pairs sur l’islamisme » et les « idéologies indigénistes, racialistes et décoloniales » et soutiennent les propos du ministre de l'Éducation,. En réponse, une tribune signée par « 2 000 universitaires, chercheuses et chercheurs » dénonce le soutien envers les propos de Jean-Michel Blanquer « désolant » et s'insurge contre ce qu'elle considère comme un « appel à la police de la pensée dans les universités »,.
Le 16 février 2021, Frédérique Vidal, ministre chargée de l'Enseignement supérieur, annonce vouloir « ouvrir une enquête sur l'islamo-gauchisme à l’université » et avoir demandé au Centre national de la recherche scientifique (CNRS) « un bilan de l'ensemble des recherches » qui se déroulent en France, afin de distinguer ce qui relève de la recherche académique et ce qui tient du militantisme ». Mettant en cause une alliance « entre Mao Zedong et l’ayatollah Khomeini », elle déclare à cette occasion que « l’islamo-gauchisme gangrène la société dans son ensemble et l’université n’est pas imperméable »,. Pourtant, dans une tribune parue dans L'Opinion au mois d'octobre 2020, Frédérique Vidal avait critiqué l'utilisation du néologisme par Jean-Michel Blanquer.
Cette annonce, où pour la troisième fois en moins de six mois un ministre du gouvernement Castex emploie l'expression « islamo-gauchiste », suscite de vives réactions au sein du milieu universitaire, qui la condamne. La Conférence des présidents d'université (CPU) exprime « sa stupeur face à une nouvelle polémique stérile sur le sujet de « islamo-gauchisme » à l'université », ajoutant que ce terme « n'est pas un concept. C'est une pseudo-notion dont on chercherait en vain un commencement de définition scientifique »,. Le CNRS, considérant également que l'appellation est un « slogan politique utilisé dans le débat public [qui] ne correspond à aucune réalité scientifique », condamne « les tentatives de délégitimation de différents champs de la recherche, comme les études postcoloniales, les études intersectionnelles ou les travaux sur le terme de « race », ou tout autre champ de la connaissance »,,. Des universitaires dénoncent une atteinte à la liberté de pensée qui cherche à discréditer différents sujets de recherche,.
La déclaration du CNRS, qui intervient quelques jours après celle de la ministre de l'Enseignement supérieur est elle-même critiquée comme la facette d'un « dogme universitaire », mettant en lumière des divergences idéologiques dans l'enseignement supérieur. Les positions du CNRS ne font en effet pas l'unanimité auprès des chercheurs. Ainsi, le philosophe et politologue Pierre-André Taguieff, qui a créé ce néologisme, soutient que le terme n'est « pas moins scientifique ni pertinent que « droite », « gauche » ou « extrême droite »», et reproche à la direction du CNRS d’avoir choisi « clairement son camp idéologique ». Isabelle Barbéris, maître de conférences en arts de la scène et chercheuse associée au CNRS, doute que ce communiqué « ait fait l’objet d’une consultation collégiale ». Elle considère que la direction du CNRS fait « ici preuve de complaisance à l’égard des politiques identitaires qui mettent en danger la démocratie, la culture, la recherche-ce dont on ne pourra s’étonner quand on connaît les positions d’Antoine Petit, nommé par un Président de la République qui parle de « privilège blanc » et qui vient de confier une mission « décoloniale » à Pascal Blanchard. ». Cependant, le 20 février, dans le quotidien français Le Monde, plus de six cents universitaires, dont la sociologue Dominique Méda et l'économiste Thomas Piketty, signent une pétition dénonçant une chasse aux sorcières et demandant la démission de la ministre,,.
À la suite de cette polémique, les ministres et représentants du gouvernement multiplient les déclarations contradictoires quant à la qualification de l'« islamo-gauchisme ». La déclaration de Frédérique Vidal est critiquée « partout » dans la majorité. Le 22 février 2021, le porte-parole du gouvernement, Gabriel Attal, remet en question les accusations d'« islamo-gauchisme » : « Si phénomène il y a, il est extrêmement marginal ». Le même jour, Gérald Darmanin, ministre de l'intérieur, déclare sur les ondes de Radio J : « l'université, les services publics, des associations sont touchés par l'islamisme aidé parfois par les gauchistes ».
Selon les quotidiens américains The New York Times et The Washington Post, se cristallise dans cette polémique une guerre culturelle qui a pris naissance dans les universités françaises et qui s'est installée sur la scène médiatique et dans la sphère politique,. Le premier explique que, dans le domaine des sciences sociales, de jeunes universitaires entreprennent des études postcoloniales et des recherches sur les questions de race et de genre, en opposition à une génération d'intellectuels plus âgés, tels que Pierre-André Taguieff. Pour ceux-ci, les théories promues par ceux-là sont des emprunts « artificiels » à la culture universitaire américaine.
En mars 2023, les enquêteurs du Monde révèlent un document interne du ministère qui montre que toute cette prétendue enquête n'était qu'une supercherie et n'avait jamais été réellement envisagée par le ministère : « les propos de la ministre [...] n’ont été suivis d’aucune demande adressée en ce sens au Centre national de la recherche scientifique, ni à tout autre établissement sous tutelle du ministère de l’enseignement supérieur et de la recherche, regroupement d’organismes de recherche ou service d’inspection », précisant plus loin que « la demande d’enquête se rédui[t] à une déclaration d’intention et n’[a] pas été formalisée, et par suite aucune enquête n’[a] été diligentée ni aucun rapport d’enquête rédigé ». Il s'agissait donc selon la journaliste d'une « vraie fausse annonce » qui servait avant tout à séduire la ligne éditoriale de la chaîne CNews tout en pratiquant une « politique d'intimidation » fondée sur un simple canular politico-médiatique.
L'absence d'enquête est confirmée par la direction des affaires juridiques du ministère de l'Éducation Nationale en 2024 à l'occasion d'un recours devant le Conseil d'État par six chercheurs déposé en 2021. Les chercheurs qualifient l'intention de lancer cette enquête d'« abus de pouvoir ».

## Dans la littérature
Dans son roman Soumission de 2015, Michel Houellebecq fait décrire par Robert Rediger, le personnage de fiction converti à l'islam et professeur d'université devenu homme politique, l'islamo-gauchisme comme « une tentative désespérée de marxistes décomposés, pourrissants, en état de mort clinique, pour se hisser hors des poubelles de l'histoire en s'accrochant aux forces montantes de l'islam »,.

## Islamo-droitisme
Le politologue Pierre-André Taguieff définit l'islamo-droitisme comme une association idéologique rassemblant deux mouvements politiques, l'un d'extrême droite et l'autre se réclamant de l'islam radical, la cause commune étant l'antisémitisme. Un exemple historique d'une telle alliance est le rapprochement, à partir de 1933, entre les nazis et les nationalistes palestiniens représentés par Mohammed Amin al-Husseini, mufti de Jérusalem. Cette alliance de nationalistes radicaux et de musulmans islamistes sous la bannière commune de l'antisémitisme s'est également retrouvée dans le bref mouvement créé par Alain Soral et Dieudonné, proche d'influenceurs islamistes comme Camel Bechikh et Albert Ali.
En France, au cours de la campagne présidentielle de 2022, des soutiens du candidat Éric Zemmour accusent d'« islamo-droitisme » Valérie Pécresse, la candidate Les Républicains, et son entourage. Ils prétendent ainsi dénoncer une hypocrisie qui consisterait à adopter une posture d'intransigeance face à l'islamisme, tout en pratiquant un clientélisme en faveur de personnalités liées à la mouvance islamiste,.